# I'll be back

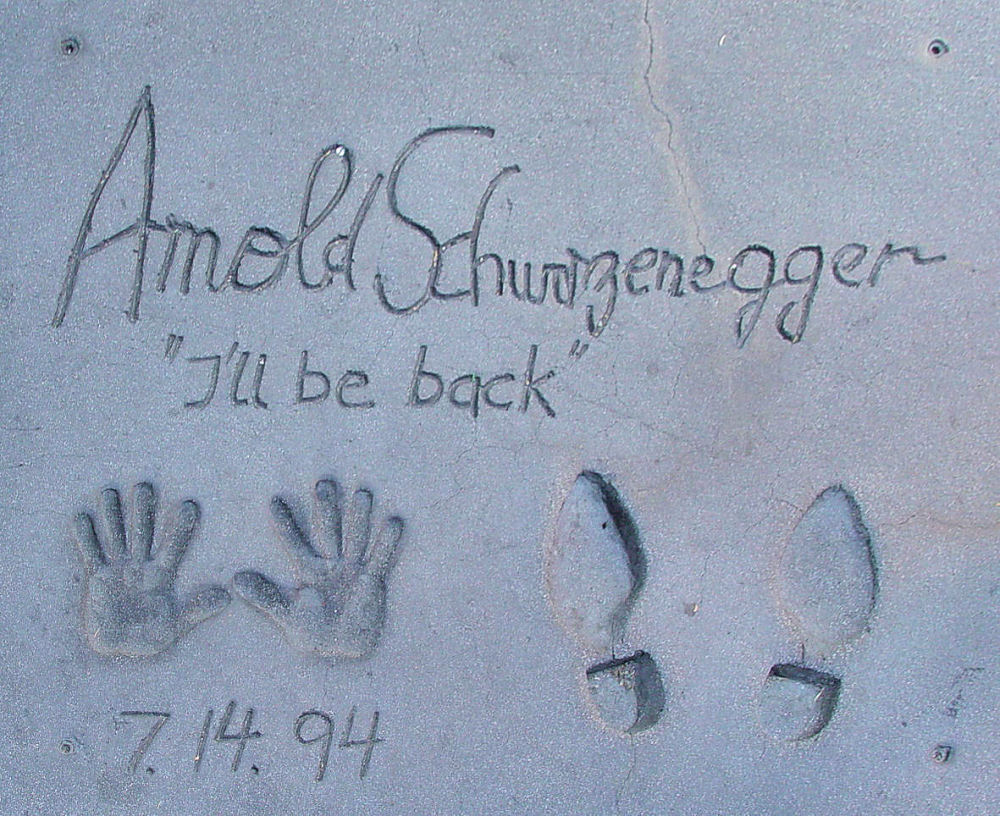
施瓦辛格的手印

（中文可译为“我会回来的”）是一句著名台詞，它來自1984年阿诺·施瓦辛格的科幻电影《终结者》。2005年6月21日，该片在美国电影学会《AFI百年百大电影台词》上名列第37位。施瓦辛格在他后来的许多电影中都使用了同样的台词，或者它的一些变体。